# بومبي (مدينة)
بومبي أو بُمبِيا (Italian: ‎[pomˈpɛi]‏) هي مدينة و بلدية إيطالية جزء من حاضرة نابولي في إقليم كامبانيا. وتضم آثارا رومانية قديمة هي موقع تراث عالمي حسب تصنيفات اليونسكو.
تحدها كل من بوسكوريالي وكاستيلاماري دي ستابيا وسكافاتي وتوري أنونزياتا.

## التاريخ
تأسست مدينة بومبي حاليا سنة 1891 بعد بناء Shrine of Our Lady of Pompei على يد المحامي Bartolo Longo.

## السكان
من مشاهير سكانها :
- كلوديا ليتيزيا : (مواليد 1979) راقصة وممثلة وعارضة.

## معرض صور

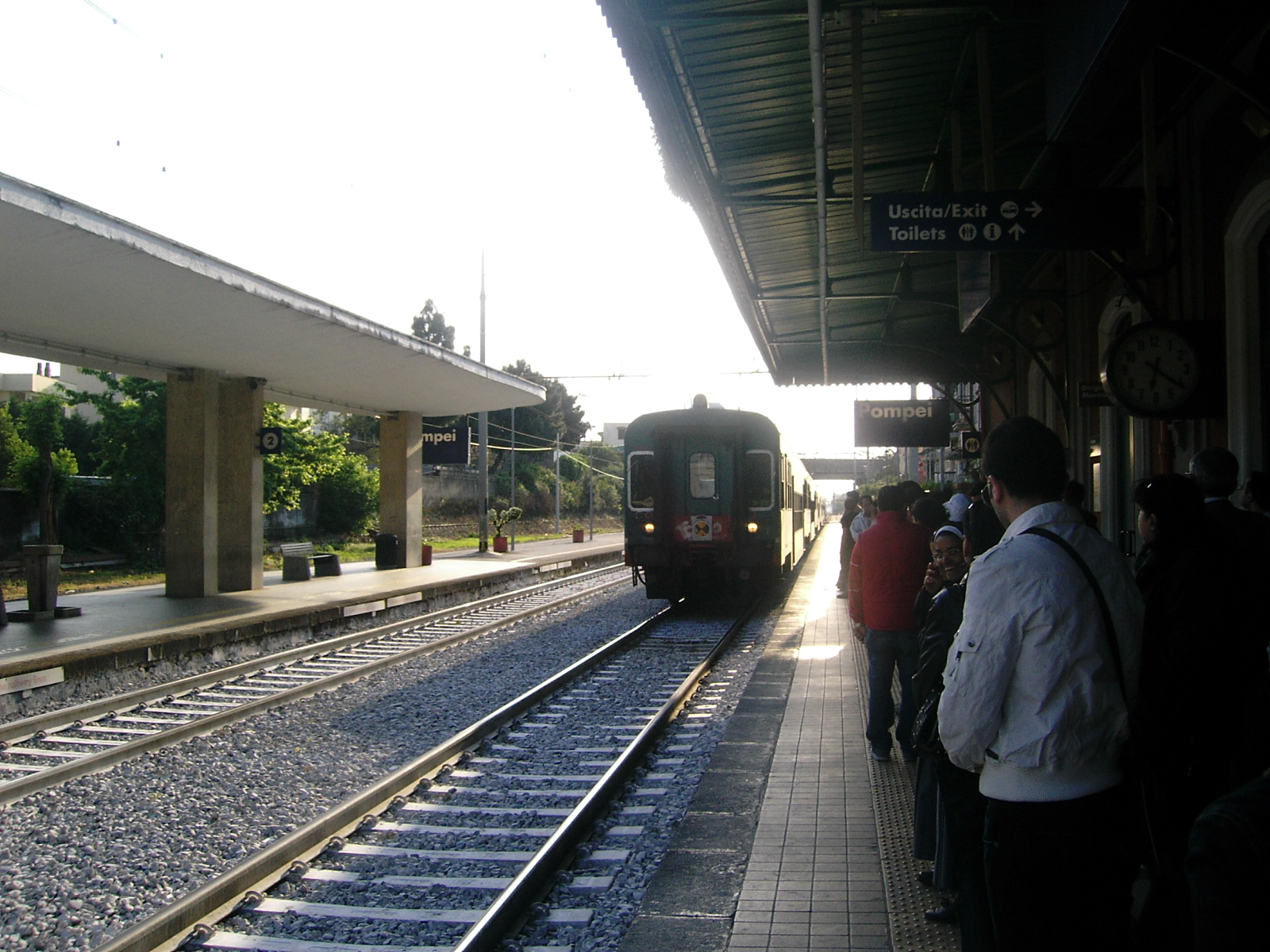
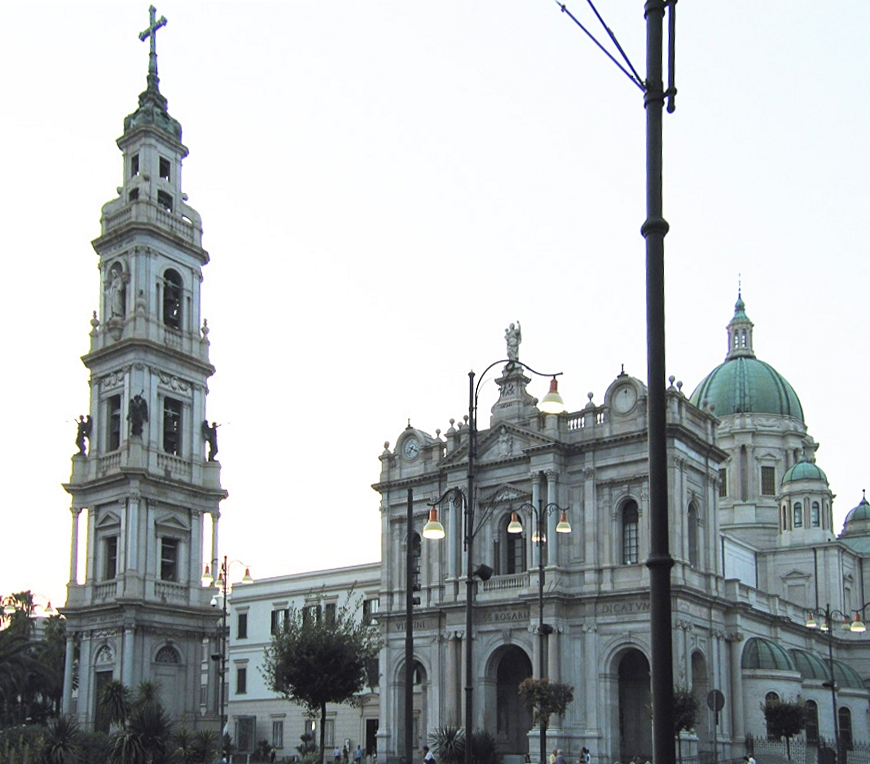
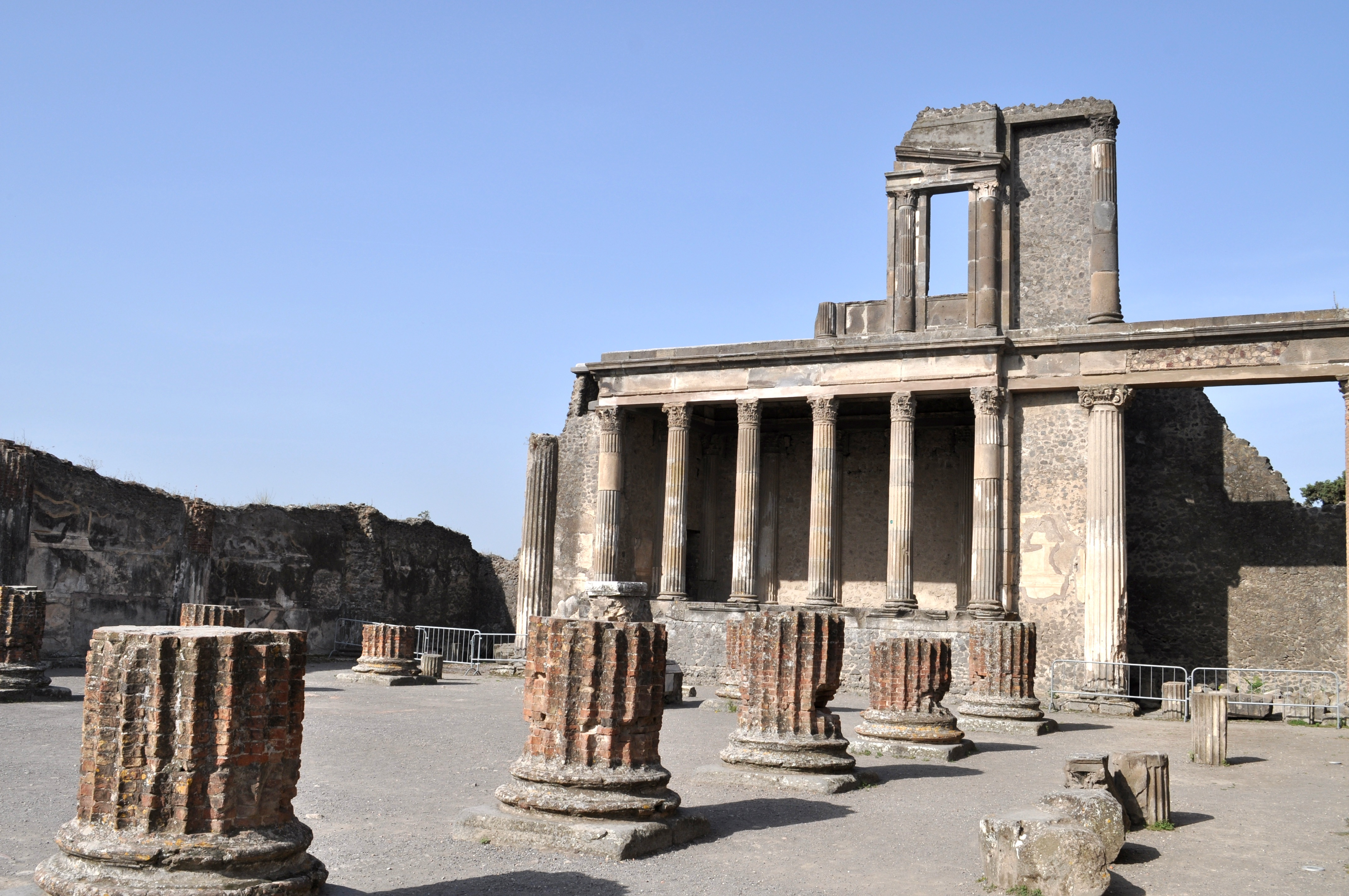
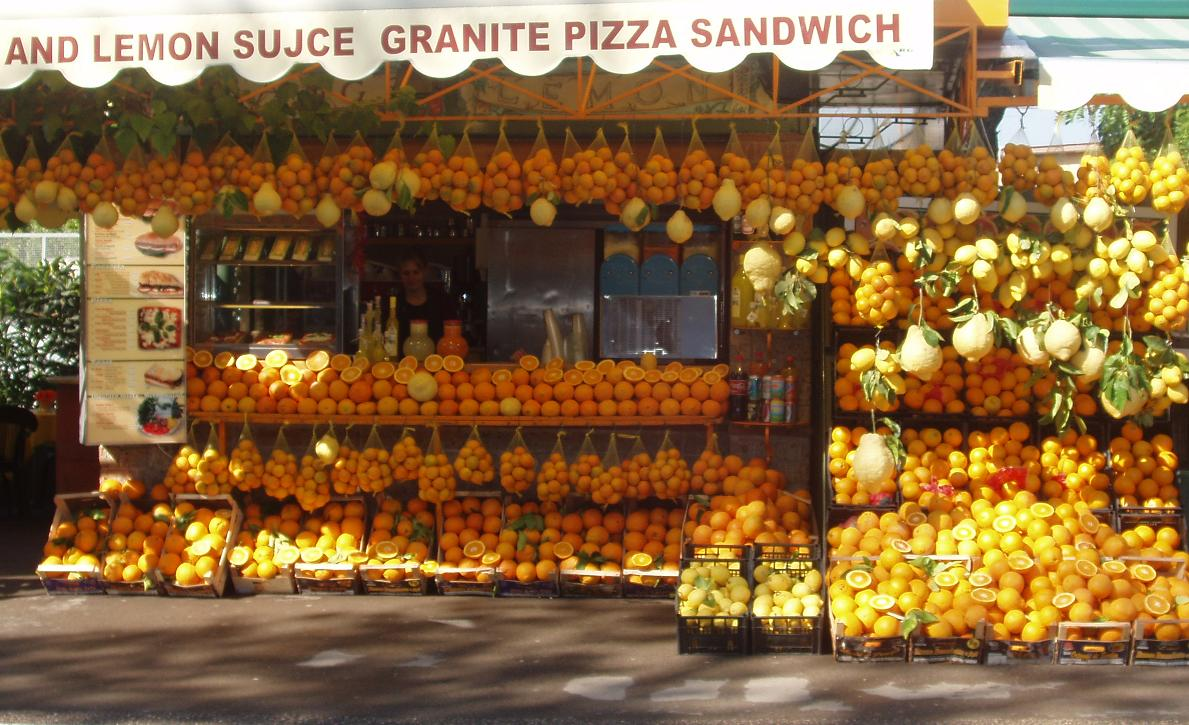